# Richard March Hoe
Richard March Hoe (Nova Iorque, 12 de setembro de 1812 — Florença, 7 de junho de 1886) foi um inventor estadunidense da cidade de Nova York que projetou uma impressora rotativa e avanços relacionados, incluindo a "teia Hoe aperfeiçoando a imprensa "em 1871; usou um rolo de papel contínuo e revolucionou a publicação de jornais.

## Biografia
Richard March Hoe nasceu na cidade de Nova York, filho de Robert Hoe (1784-1833), um mecânico americano nascido na cidade inglesa de Leicestershire. Seus irmãos eram Peter Smith Hoe e Robert Hoe II.
Seu pai, com os cunhados Peter e Matthew Smith, estabeleceram uma manufatura a vapor de impressoras na cidade de Nova York. Aos quinze anos, Richard juntou-se à empresa. Vários anos depois, em 1833, ele se tornou um membro sênior da empresa de seu pai, R. Hoe & Company . Após a morte de seu pai naquele ano, Hoe tornou-se o chefe da empresa. Ele foi acompanhado mais tarde por seu irmão mais novo, Robert Hoe II (1815-1884).
Richard Hoe se casou e teve uma família, que acabou morando em uma mansão em 53 acres no Bronx. Hoe morreu em 7 de junho de 1886, em Florença, Itália.

## Invenções

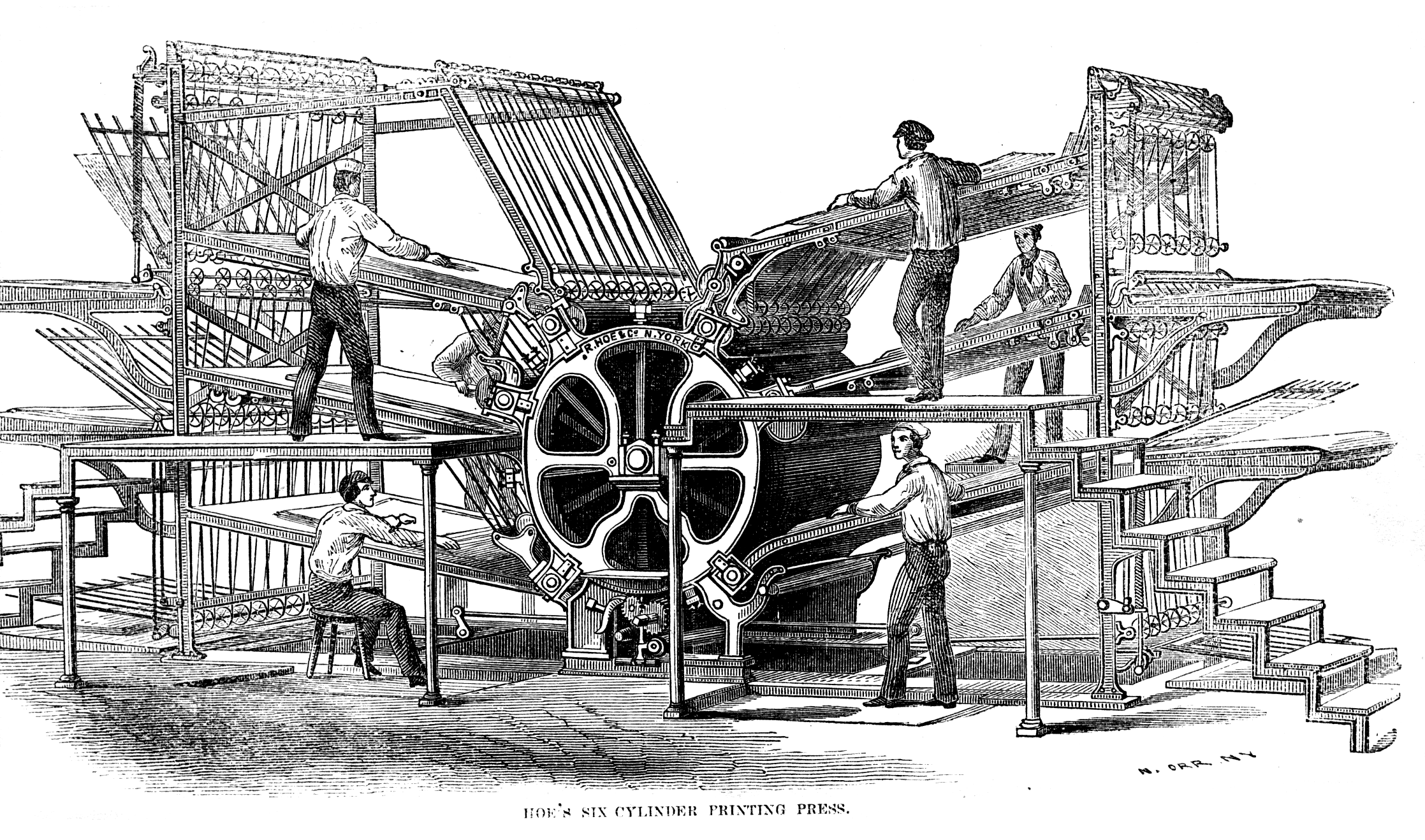
Prensa de 6 cilindros Hoe, History of the Processes of Manufacture (1864) de N. Orr.

Logo no início, Hoe acrescentou a produção de serras de aço ao seu negócio e introduziu melhorias em sua fabricação. Em 1837, ele visitou a Inglaterra e obteve a patente para um melhor processo de desbaste de serras. Em conexão com sua fábrica, Hoe estabeleceu uma escola de aprendizes, onde se ministrava instrução gratuita.
Ele é mais conhecido por sua invenção em 1843 de uma impressora rotativa: o tipo foi colocado em um cilindro giratório, um design que podia imprimir muito mais rápido do que a antiga impressora plana. Ele recebeu a patente dos EUA no. 5 199 em 1847 e foi colocado em uso comercial no mesmo ano. Arunah Shepherdson Abell, editor do The Sun em Baltimore, foi um dos primeiros a comprá-lo e colocá-lo em uso. Em seus primeiros dias, era chamada de "prensa elétrica Hoe" e "prensa de leito cilíndrico Hoe".

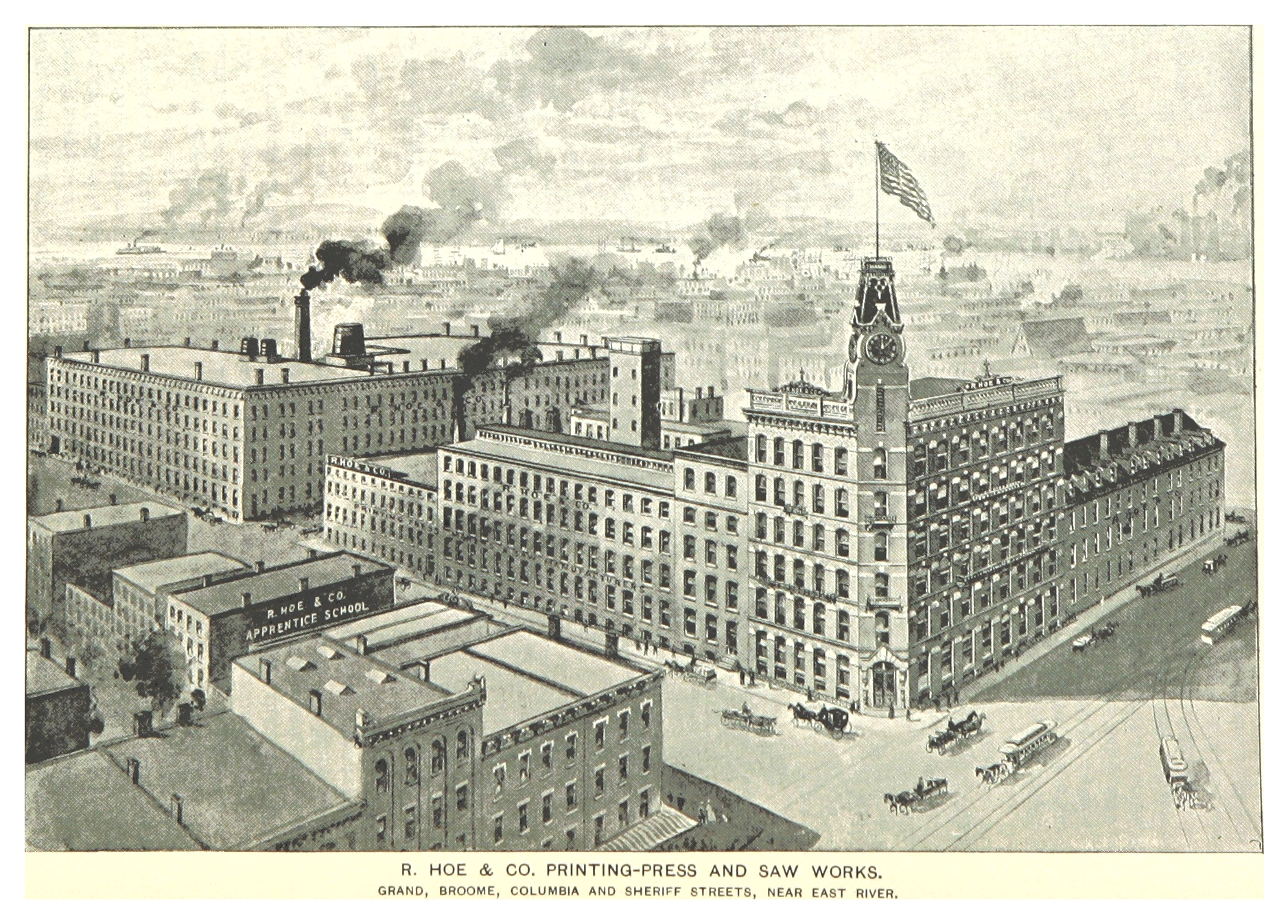
Impressora e serraria R. Hoe & Co, Columbia Street, perto de East River

Em 1870, Hoe desenvolveu uma impressora rotativa que imprimia os dois lados de uma página em uma única operação, o que ele chamou de "impressora de aperfeiçoamento de teia Hoe". A prensa de Hoe usava um rolo de papel contínuo de cinco milhas de comprimento, que era colocado na máquina a uma velocidade de 800 pés (240 m) por minuto. Quando o rolo saiu, ele passou por cima de uma faca que cortou as páginas; em seguida, eram passados por um aparelho que dobrava as páginas para o correio ou para os carregadores. Esses jornais totalmente impressos e dobrados foram entregues tão rapidamente quanto os olhos puderam acompanhá-los. Produzia 18 000 jornais por hora e foi usado pela primeira vez pelo New York Tribune.
Hoe era um maçom. Ele morreu durante uma viagem em 1886 em Florença, Itália. Seu sobrinho, Robert Hoe (1839–1909), escreveu um notável Short History of the Printing Press (1902). Ele também fez mais melhorias na impressão.
Embora Hoe fosse conhecido por sua impressora rotativa, ele também tinha muita prática antes, desde que assumiu o trabalho de seu pai depois de se aposentar, ele aperfeiçoou muitas prensas cilíndricas e continuou a melhorar.